# Gustav-Heinemann-Brücke (Berlin)
Die Gustav-Heinemann-Brücke ist eine Fußgängerbrücke über die Spree im Berliner Ortsteil Mitte des gleichnamigen Bezirks. Sie entstand im Zusammenhang mit der Inbetriebnahme des Hauptbahnhofs und verbindet die nördliche Spreepromenade der Rahel-Hirsch-Straße mit dem südlichen Ludwig-Erhard-Ufer.

## Lage und Entstehung

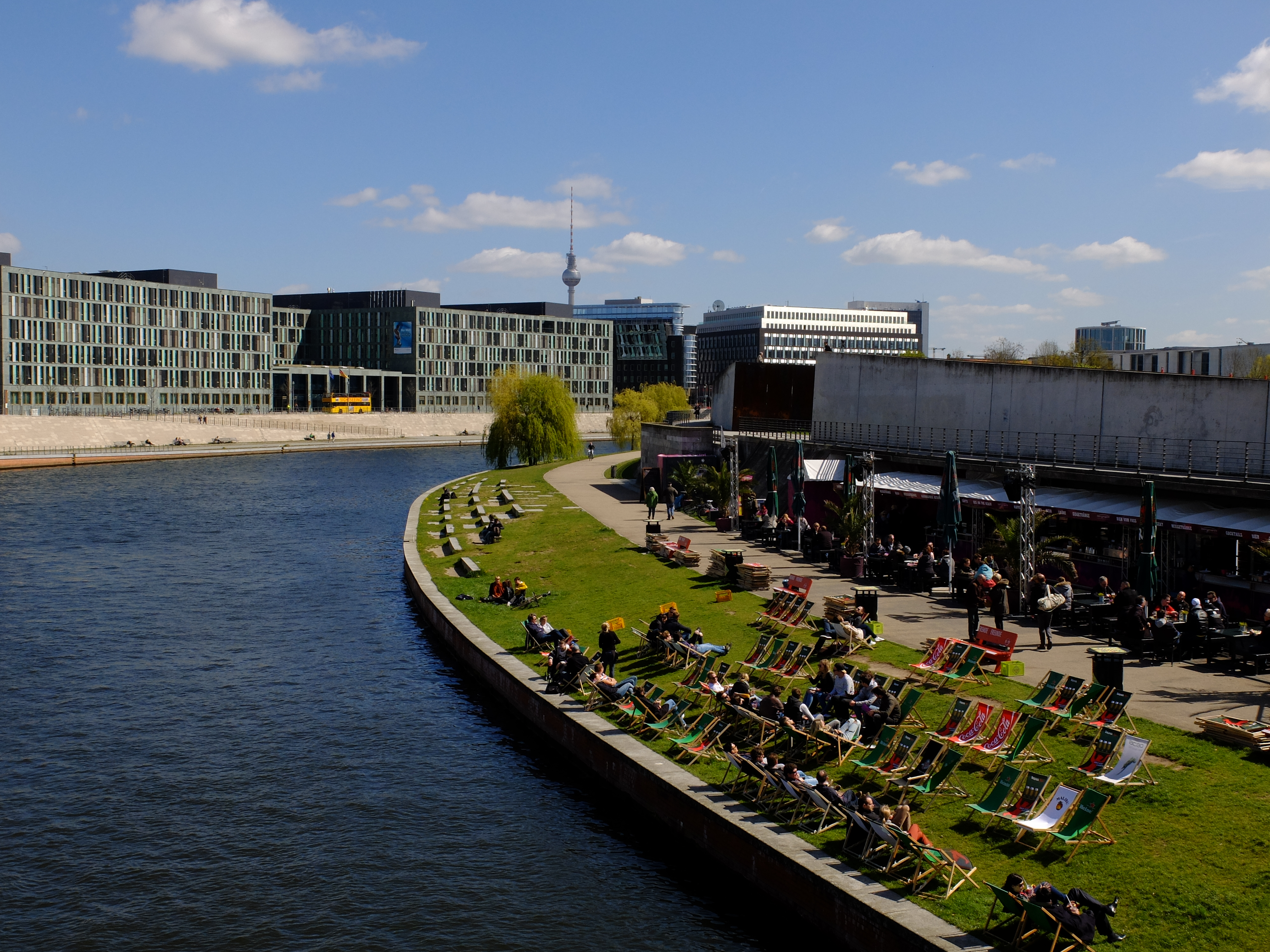
Ludwig-Erhard-Ufer von der Brücke aus gesehen

Die Brücke schafft städtebaulich vom Spreebogenpark einen Zugang zum Washingtonplatz und schließt mit ihrer exakten Nord-Süd-Ausrichtung das Parlaments- und Regierungsviertel an den Verkehrsknotenpunkt des Hauptbahnhofs an. Unter dem Fußgängersteg und unter der Spree verläuft der Tiergartentunnel mit der Bundesstraße 96.
Das Büro des Schweizer Architekten Max Dudler gestaltete die moderne Fußgängerbrücke, das Ingenieurbüro Grassl führte die Tragwerksplanung aus. Der Fußgängersteg besteht aus vorgespannten Stahlträgern („Vierendeelträger“), besitzt eine Breite von fünf Metern und eine Gesamtlänge von 88 Metern, die auf zwei Betonpfeilern an den Ufern abgestützt ist. Aufgenietete Holzbohlen bilden den Brückenbelag, das Geländer besteht aus Metallstreben in Betonfeldern. Bei der Konstruktion der Brücke wurden 220 Tonnen Holz und Stahl verbaut. Ihren Namen erhielt das Bauwerk zu Ehren des früheren Bundespräsidenten Gustav Heinemann. Die Brücke entstand in kurzer Bauzeit und wurde am 30. Juni 2005 von der Senatorin für Stadtentwicklung Ingeborg Junge-Reyer in Anwesenheit von Christina Rau, Gattin des ehemaligen Bundespräsidenten Johannes Rau und Enkelin des Namensgebers, eröffnet.

## Benachbartes und Namensvettern
Direkt neben der Gustav-Heinemann-Brücke befinden sich an beiden Spreeufern gern besuchte Flussstrände.
Diese Berliner Fußgängerbrücke besitzt Namensvettern in Nürnberg, Ortsteil Mögeldorf (Dr.-Gustav-Heinemann-Brücke) sowie in Essen-Werden, wo die 1968 gebaute Ruhrbrücke seit 1982 den Namen Gustav-Heinemann-Brücke trägt.